# Гирчень (комуна)
Гирчень, Гирчені (рум. Gârceni) — комуна у повіті Васлуй в Румунії. До складу комуни входять такі села (дані про населення за 2002 рік):
- Гирчень (1086 осіб) — адміністративний центр комуни
- Думбревень (315 осіб)
- Ракова (221 особа)
- Раковіца (206 осіб)
- Слобозія (465 осіб)
- Трохан (278 осіб)

Комуна розташована на відстані 274 км на північ від Бухареста, 34 км на захід від Васлуя, 49 км на південний захід від Ясс.

## Населення
За даними перепису населення 2002 року у комуні проживала 2571 особа. Усі жителі комуни рідною мовою назвали румунську.
Національний склад населення комуни:
| Національність | Кількість осіб | Відсоток |
| -------------- | -------------- | -------- |
| румуни         | 2541           | 98,8%    |
| цигани         | 30             | 1,2%     |

Склад населення комуни за віросповіданням:
| Релігія            | Кількість осіб | Відсоток |
| ------------------ | -------------- | -------- |
| православні        | 2500           | 97,2%    |
| бретрени           | 52             | 2,0%     |
| п'ятдесятники      | 18             | 0,7%     |
| не вказали релігію | 1              | < 0,1%   |